# Scooby-Doo a virtuální honička
Scooby-Doo a virtuální honička (v anglickém originále Scooby-Doo and the Cyber Chase) je americký animovaný komediální sci-fi film z roku 2001, čtvrtý ze série  animovaných filmů založených na sérii Scooby-Doo. Do kin byl uveden 9. října 2001. Film produkovaly společnosti Hanna-Barbera Cartoons a Warner Bros. Animation.
Jedná se o poslední produkci společnosti Hanna-Barbera, kterou založili William Hanna a Joseph Barbera, protože Hanna zemřel 22. března 2001. Snímek byl věnován jeho památce. Jedná se o poslední film ze série Scooby-Doo, který byl animován japonským animačním studiem Mook Animation. Je to první film, v němž byla použita digitální barva a inkoust.
Po smrti Mary Kay Bergmanové v roce 1999 se v tomto filmu poprvé objevila Grey DeLisleová v roli Daphne Blakeové. Byl to také poslední film, kde Scott Innes namluvil Scooby-Dooa a Shaggyho, a poslední film, kde B. J. Ward namluvila Velmu. 

## Děj
Tentokrát čeká partu řešitelů záhad zcela odlišný záporák. Pokoušejí se chytit a zastavit vira Fantoma. Během pokusu jsou vtaženi do počítačové hry. Ta je založena na jejich vlastních dobrodružstvích a příhodách. Aby vir zastavili, musí překonat deset náročných her. Během jejich řešení cestují do pravěku i do daleké budoucnosti. Cestou musí znovu porazit již odhalené záporáky.

## Obsazení
- Scott Innes jako Scooby-Doo a Shaggy Rogers
- Frank Welker jako Fred Jones
- Grey DeLisle jako Daphne Blake
- B.J. Ward jako Velma Dinkley
- Joe Alaskey jako strážník Wembley
- Bob Bergen jako Eric Staufer
- Tom Kane jako profesor Kaufman
- Mikey Kelley jako Bill McLemore
- Gary Sturgis jako virus Fantom

## Videohra
Na motivy filmu vyšla v roce 2001 videohra Scooby-Doo and the Cyber Chase na PlayStation a Game Boy Advance. O její výrobu se starala společnost THQ.